# 村山橋 (山形県)
村山橋（むらやまばし）は、山形県天童市と寒河江市に架かる橋。

## 概要
最上川に架かる橋で、山形県道23号天童大江線が通る。天童市の蔵増地区と寒河江市の日田地区を結んでおり、山形県管理の橋の中では、出羽大橋、新両羽橋、庄内中央大橋、庄内大橋に次ぐ5番目に長い橋で、村山地方では1番長い橋である。
1929年12月13日に旧村山橋が開通。全長約440メートルの鉄橋（下路単純ワーレントラス橋）で、橋の規模は当時東北地方で一番だった。現在の橋はおよそ20億円を投じ、約7年の歳月をかけ1979年11月に完成した。

## 周辺
- 天童インターチェンジ